# (101) Helena
(101) Helena – planetoida występująca w pasie głównym planetoid.

## Odkrycie
Została odkryta 15 sierpnia 1868 roku w Detroit Observatory w mieście Ann Arbor przez Jamesa Watsona. Nazwa planetoidy pochodzi od Heleny Trojańskiej, według mitologii greckiej córki Zeusa występującego pod postacią łabędzia i Ledy. Nazwę Helena nosi również mały księżyc Saturna.

## Orbita
(101) Helena jest obiektem o średnicy ok. 66 km, krążącym w aphelium w średniej odległości 2,58 j.a. od Słońca, na co potrzebuje 4 lat i 55 dni. Wiruje wokół własnej osi w czasie prawie jednej doby ziemskiej.